# Maska przeciwgazowa

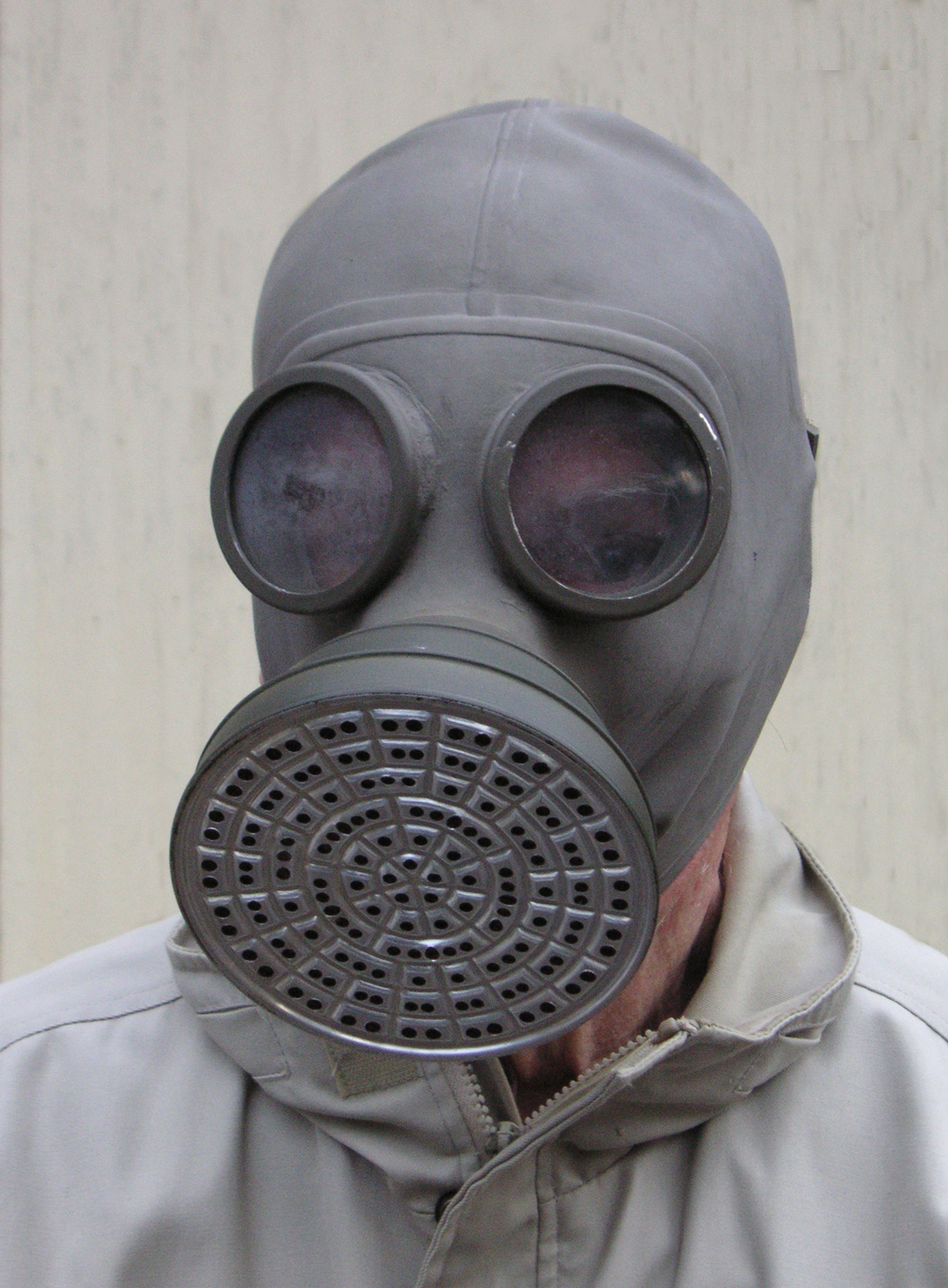
Fińska filtracyjna maska przeciwgazowa M/39

Maska przeciwgazowa – indywidualne urządzenie, przylegające do twarzy i wykonane z gumy, silikonu lub innych materiałów, służące do ochrony dróg oddechowych, oczu i skóry twarzy przed działaniem bojowych środków trujących, pyłów radioaktywnych a także bakterii i wirusów chorobotwórczych. Maska przeciwgazowa ma zastosowanie militarne dla ochrony przed atakami z użyciem broni chemicznej, w przemyśle chemicznym, dla ochrony przed lotnymi zanieczyszczeniami przemysłowymi oraz górnictwie i pożarnictwie.
Maski przeciwgazowe występują zwykle w dwóch rodzajach:
- Maski filtracyjne, które oczyszczają skażone powietrze za pomocą filtrów, filtropochłaniaczy albo pochłaniaczy.
- Maski izolacyjne (np. o zastosowaniu medycznym), w których sprężone w wysokociśnieniowej butli powietrze doprowadzane jest do maski elastycznymi przewodami lub regenerowane na drodze reakcji z odpowiednimi substancjami chemicznymi.

## Historia

Wczesne brytyjskie maski Hypo projektu MacPhersona, 1915 r.

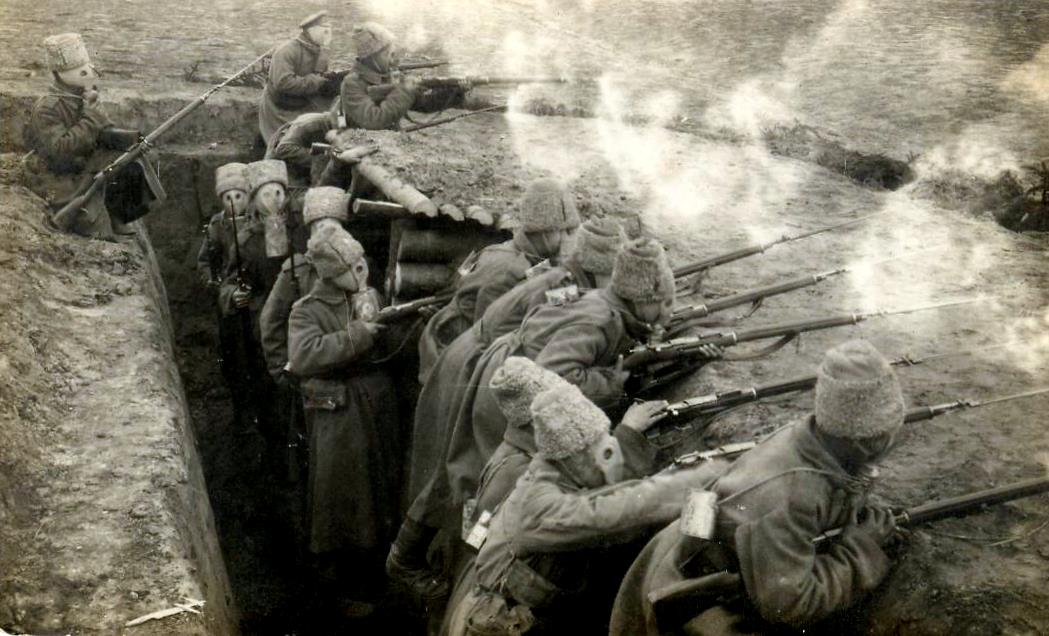
Rosyjscy żołnierze w maskach Zielinskiego–Kummanta z pochłaniaczami węglowymi, 1916 r.

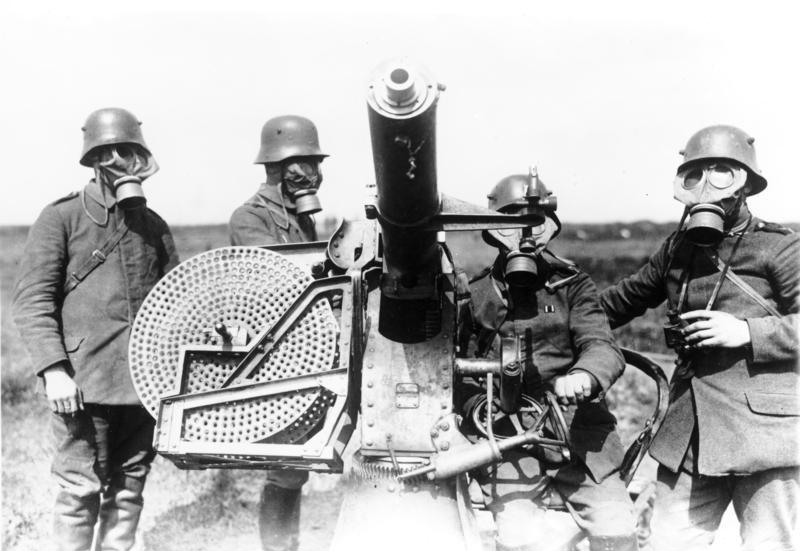
Niemieccy żołnierze w maskach GM15 z pochłaniaczami węglowymi,
1916-1918 r.

Jako przykład pierwszych prymitywnych urządzeń chroniących drogi oddechowe mogą posłużyć maski wprowadzone w kopalniach w 1799 r. przez Alexandra von Humboldta (pruskiego inżyniera górnictwa). Protoplastą współczesnych masek przeciwgazowych był natomiast wynalazek Amerykanina Lewisa Hasletta 1847 r., który opatentował w 1849 r. Urządzenie to wyposażone było w filtr i zawór wydechowy, umożliwiające oddychanie przez nos i usta. Inny typ maski znanej jako Safety Hood and Smoke Protector opracował w 1912 r. amerykański wynalazca Garrett Morgan. Jego urządzenie miało postać bawełnianego kaptura wyposażonego w dwa długie zwisające do ziemi węże umożliwiające oddychanie (w założeniach powietrze przy gruncie miało być mniej zanieczyszczone - w przypadku dymu). W celu lepszego filtrowania powietrza w ich końce wtykane były wilgotne gąbki.
Znaczący rozwój masek przeciwgazowych przypadł jednak dopiero na okres I wojny światowej i wiązał się z masowym wykorzystywaniem przez walczące strony gazów bojowych. W wyniku zastosowania przez Niemców chloru podczas II bitwy pod Ypres (1915), wojska ententy zareagowały doraźnym wyposażeniem żołnierzy w bawełniane chusty owinięte muślinem. Koncepcja ta została następnie rozwinięta przez szkockiego lekarza Johna Haldanea, który opracował tzw. Black Veil Respirator – wacik nasączony roztworem absorbującym chlor, przymocowany do ust za pomocą owijającej go materiałowej chusty. Pomysł Haldena z użyciem substancji absorbującej został wykorzystany przez kapitana Cluny MacPhersona który jeszcze w 1915 r. rozwinął go opracowując własną maskę przeciwgazową. Miała ona postać zakrywającego całą głowę kaptura z płótna nasączonego substancjami absorbującymi chlor i wyposażona była w przezroczysty wizjer z miki. Maska MacPhersona została przyjęta na wyposażenie jako hełm Hypo (British smoke hood), a następnie ulepszona jako hełm PH (nasączony substancjami pozwalającymi absorbować oprócz chloru także inne gazy bojowe jak np. fosgen, difosgen, chloropikryna.
Również w 1915 r. rosyjski chemik Nikołaj Zielinski opracował pierwszą udaną maskę przeciwgazową wyposażoną w pochłaniacz zawierający węgiel aktywny (który zapewniał wyjątkowo dobre właściwości pochłaniania gazów bojowych). Niedługo potem maski przeciwgazowe oparte na jego pomyśle stały się standardem wśród wszystkich walczących stron, zaś sam układ konstrukcyjny maski Zielińskiego (szczelna część twarzowa połączona z osobnym pochłaniaczem wypełnionym aktywnymi substancjami chemicznymi) wykorzystywany jest do dziś.

## Budowa

### Maski filtracyjne
Typowa filtracyjna maska przeciwgazowa składa się następujących elementów:
- Część twarzowa – zwykle wykonana z gumy lub silikonu, posiadająca otwory do patrzenia wykonane z przeźroczystego materiału, zawory wdechowy i wydechowy oraz gwint umożliwiający podłączenie odpowiedniego pochłaniacza. Nowoczesne konstrukcje masek mają często podwójny zawór wydechowy, aby uniemożliwić zasysanie skażonego powietrza w momencie rozpoczynania wdechu oraz membranę umożliwiającą komunikację głosową (np. maski wojskowe). Innym udogodnieniem są złącza umożliwiające spożywanie płynów, zwykle przy użyciu specjalnie przystosowanych manierek lub camelbaków.
- Torba przeznaczona do przechowywania i transportu maski oraz dodatkowego wyposażenia, np. stosowanych w zimie wkładek zabezpieczających przed szronem lub zestawu odkażającego.
- Pochłaniacz lub filtropochłaniacz - element mocowany na dole maski, wykonany z cienkiej blachy lub tworzywa sztucznego, uformowany w kształcie płaskiej lub podłużnej walcowatej puszki. Filtropochłaniacze najczęściej są zintegrowane z częścią twarzową maski, przykręca się je do gwintu lub mocuje za pomocą specjalnych zamocowań. Większe filtropochłaniacze, podczas użytkowania znajdujące się w torbie, przyłącza się do maski za pomocą giętkiej karbowanej rury.

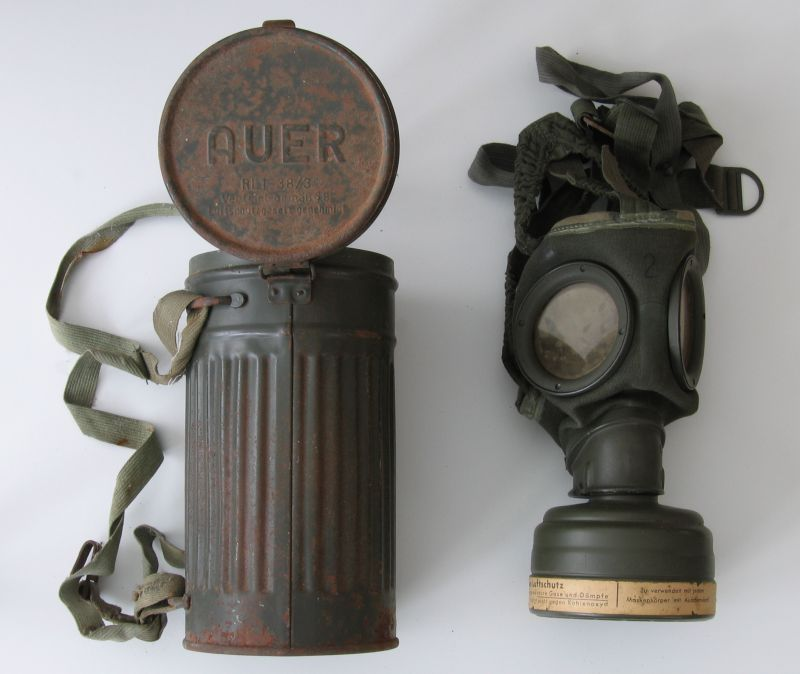
Niemiecka filtracyjna maska przeciwgazowa GM38  z okresu II wojny światowej wraz z puszką do jej przenoszenia
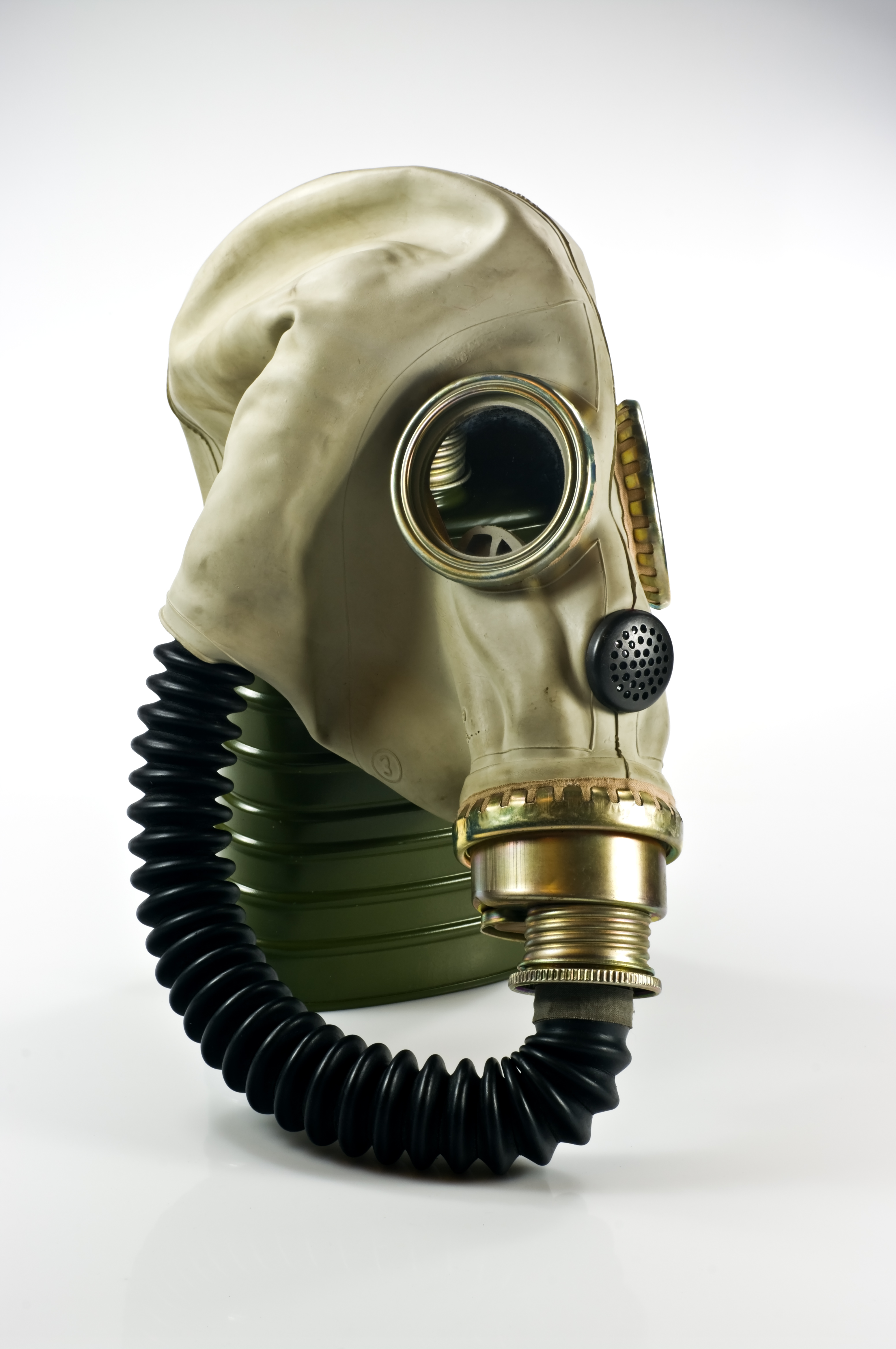
Polska filtracyjna maska przeciwgazowa MUA używana w latach 70/80 XX wieku
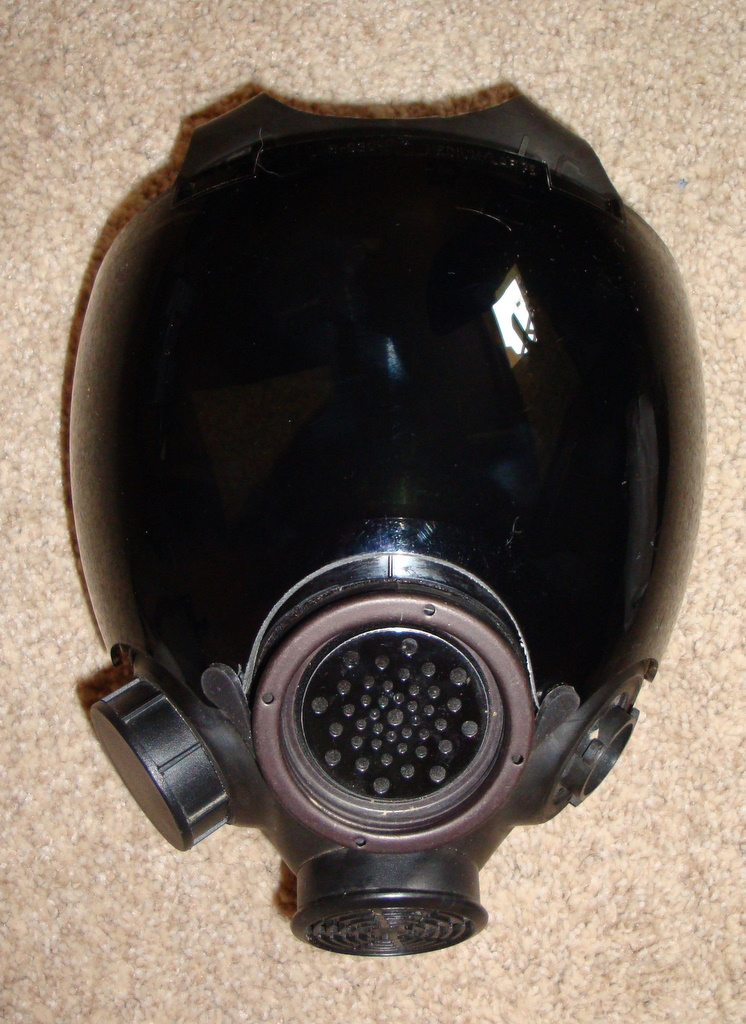
Panoramiczna filtracyjna maska przeciwgazowa MSA Advantage 1000 CBRN (bez zamontowanego pochłaniacza)
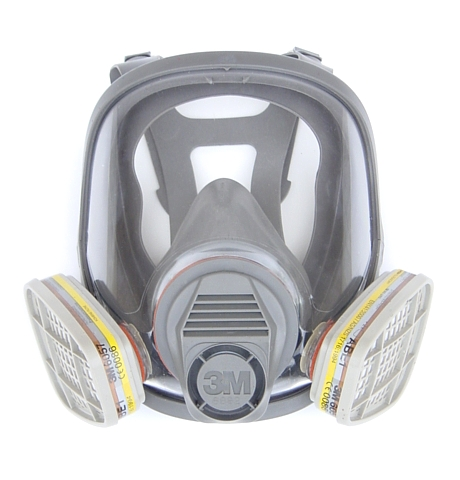
Współczesna filtracyjna maska przeciwgazowa firmy 3M

### Maski izolacyjne z zamkniętym obiegiem gazów
Typowa izolacyjna maska przeciwgazowa składa się z następujących elementów:
- części twarzowej połączonej karbowaną rurą łączącą z pochłaniaczem; nie ma ona żadnych zaworów
- pochłaniacza regeneracyjnego, wypełnionego ponadtlenkiem sodu (NaO
2) lub częściej – ponadtlenkiem potasu (KO
2)[12], i zaopatrzonego w specjalne urządzenie inicjujące
- worka oddechowego wykonanego z nieprzepuszczalnej, nagumowanej tkaniny, zaopatrzonego w zawór usuwający nadmiar tlenu. Worek w niektórych modelach masek ma kształt toroidalny i jest zakładany na szyję użytkownika.
- torby do przenoszenia maski i dodatkowego wyposażenia

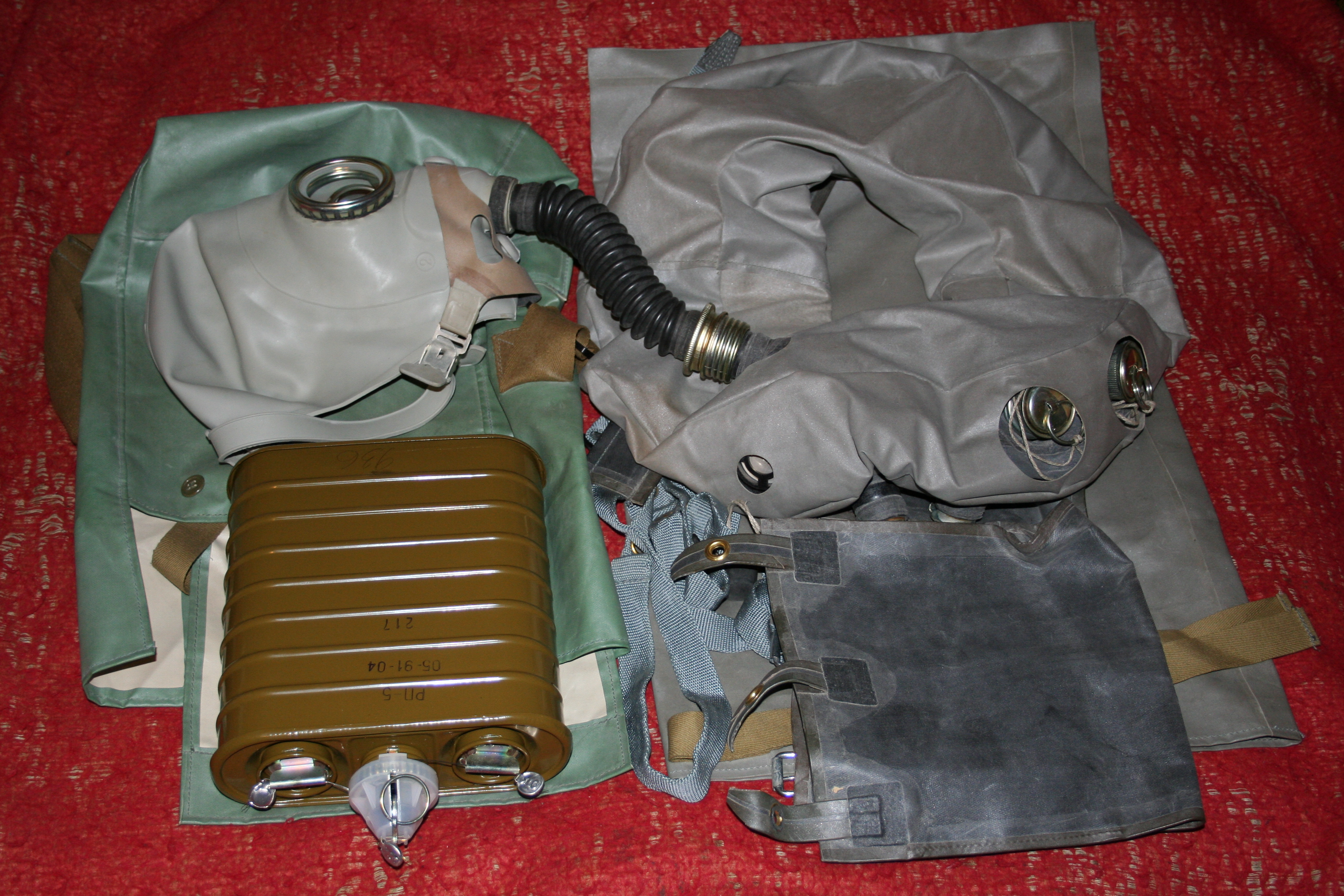
Rosyjska izolacyjna maska przeciwgazowa IP-5

Działanie maski polega na przetwarzaniu wydychanego dwutlenku węgla i pary wodnej w tlen. W trakcie wydechu zużyte powietrze przechodzi przez pochłaniacz regeneracyjny, po czym gromadzi się w worku. Następnie, kiedy rozpoczyna się wdech powietrze wraca tą samą drogą do płuc użytkownika. Regeneracja zużytego powietrza wewnątrz pochłaniacza odbywa się według reakcji:
4KO2 + 2CO2 → 2K2CO3 + 3O2
4KO2 + 2H2O → 4KOH + 3O2
Bilans objętościowy powyższych reakcji jest dodatni, co wymaga stosowania zaworów nadciśnieniowych do usuwania nadmiaru gazów.
Ponieważ reakcje są egzotermiczne, powietrze z pochłaniacza wychodzi podgrzane, co w wielu przypadkach jest niekorzystne. Pochłaniacz działa jednorazowo, musi zostać zużyty bez żadnych przerw w pracy i nie można wykorzystać go powtórnie.
Ze względu na fakt całkowitej izolacji od otoczenia, maska może być używana nawet przy bardzo wysokich stężeniach szkodliwych substancji, a także w warunkach braku tlenu w otaczającej atmosferze. Ponadto niektóre typy masek izolacyjnych przystosowane są do pracy pod wodą na głębokości do kilku metrów.